# Naïma Ababsa
Naïma Ababsa (en arabe : نعيمة عبابسة), née en 1963 à Alger en Algérie et décédée le 18 avril 2021 à Alger, est une chanteuse et interprète algérienne connue par ses chansons algéroises dédiées principalement aux femmes.

## Biographie

### Famille
Benjamine de cinq fratries, Naïma Ababsa est issue d'une famille d'artistes de la Wilaya de Biskra. Son père Abdelhamid Ababsa était un auteur, compositeur, interprète et célèbre chanteur du style bédouin ou "sahroui". Sa reprise de la chanson populaire "Hiziya" ou passion amoureuse du poète Mohamed ben Guittoun a fait son plus grand sucées. Sa mère Fatima Zohra, sœur de la chanteuse Leïla Djazaïria, était aussi membre d'un orchestre algérois populaire. Sa sœur Fella Ababsa, est également une chanteuse reconnue comme la star de la chanson algérienne et orientale de manière générale.

### Carrière
Naïma s'est imprégnée de l'art de ses parents dès son jeune âge. Elle fait ses débuts à l'âge de 4 ans en commençant à jouer au piano. En 1977, Naïma commence officiellement sa carrière artistique en intégrant l'orchestre de sa mère en tant qu'instrumentaliste. À l'âge de 14 ans, son père découvre sa voix mélodieuse et son énergie scénique. Ainsi et grâce aux encouragements de ses parents, Naïma Ababsa se lance dans le chant, tout en forgeant une notoriété dépassant  toutefois les frontières de l'Algérie.

### Style musical
Malgré les mentalités dissuasives en Algérie, Naïma Ababsa détenait un répertoire assez varié et reprenait des genres musicaux souvent considérés comme purement masculin. Elle interprétait un répertoire très large aux différents registres qu'elle ravivait et enrichissait à son gout. La chanteuse constitue une icône du Chaâbi algérois, Hawzi(ou haouzi)  et elle interprète plusieurs styles du Nord de l'Afrique.

### Hommages
Elle rend un hommage à Matoub Lounes à Paris lors d'un concert animé par plusieurs artistes en chantant le répertoire chaoui à la scène de Bercy en 2000.
Elle participe à l'hommage de la chanteuse Seloua à Alger au Théâtre national algérien Mahieddine-Bachtarzi en 2008.

### Festivals
Naima Ababsa a tiré son immense succès à force de concerts et de tournées visant à promouvoir la culture algérienne. En 1999, la chanteuse a donné ses premiers concerts en France et a séduit les jeunes amateurs européens par sa voix et son énergie sur scène. En 2018, elle est invitée au Festival international de musique de Timgad. Elle participe à la 8e édition du Festival Orientalys à Montréal en 2018 en adaptant un nouveau style moderne proche de la musique techno.

## Albums
Naima Ababsa a longtemps refusé l'enregistrement de ses chansons en studio car elle préférait plutôt le contact avec le public. Ce n'est qu'en 1998 à cause de sa maladie, qu'elle change de perspective et décide d'enregistrer ses morceaux. Elle possède depuis une discographie très riche : 8 albums et une centaine de chansons. Ci dessous quelques uns des titres entonnés par la voix suave de la chanteuse inscrits dans le grand répertoire de la chanson algérienne :
- La Star du Chaoui, 30 novembre 1998, qui comprend 7 chansons.
- Sahara, 1er décembre 1999, composé de 7 titres
- Chants de l'Est, sorti le 1er mai 2001, qui compte 10 titres
- Passionnément, 5 novembre 2001, qui compte 9 titres.
- Hawzi Spécial Mariages, Massaamaa d'Alger sorti en 2003 pour la célébration des cérémonies de mariages
- Ya Dzayer, sorti en 2004 et composé de 12 titres de chansons algéroises
- Ya khti[8], en 2010
- Chants d'Algérie en 2013  avec 8 chansons du style Haouzi
- Chyoukh Bladna en 2015
- Hizia en 2017 Album qui comprend 18 chansons de style Naili (chant et musique de la région de Ouled Nail - Djelfa), Assimi, Sahraoui, Tergui et la chanson Hizia[9].